# Dictyna fuerteventurensis
Dictyna fuerteventurensis är en spindelart som beskrevs av Schmidt 1976. Dictyna fuerteventurensis ingår i släktet Dictyna och familjen kardarspindlar.
Artens utbredningsområde är Kanarieöarna. Inga underarter finns listade i Catalogue of Life.